# Mac OS 9
Mac OS 9 ime je zadnjeg glavnog izdanja Appleovog klasičnog Mac OS operacijskog sustava koje je izašlo 23. listopada 1999. Apple i Steve Jobs smatrali su da je Mac OS 9 "najbolji internetski operacijski sustav ikad", naglašavajući internetske mogućnosti druge inačice Appleovog Sherlock softvera za pretraživanje, integraciju s iTools servisom i poboljšani Open Transport.